# Ansambel Roka Žlindre
Ansambel Roka Žlindre est un groupe de musique traditionnelle slovène. 

## Eurovision 2010
Le 21 février 2010, Ansambel Roka Žlindre, accompagné du groupe Kalamari, a été choisi lors d'une finale nationale pour représenter la Slovénie au Concours Eurovision de la chanson 2010 à Oslo avec sa chanson Narodnozabavni rock (« Rock folklorique »). Ils ont été sèchement éliminés dans la deuxième demi-finale (seizièmes sur 17 candidats).

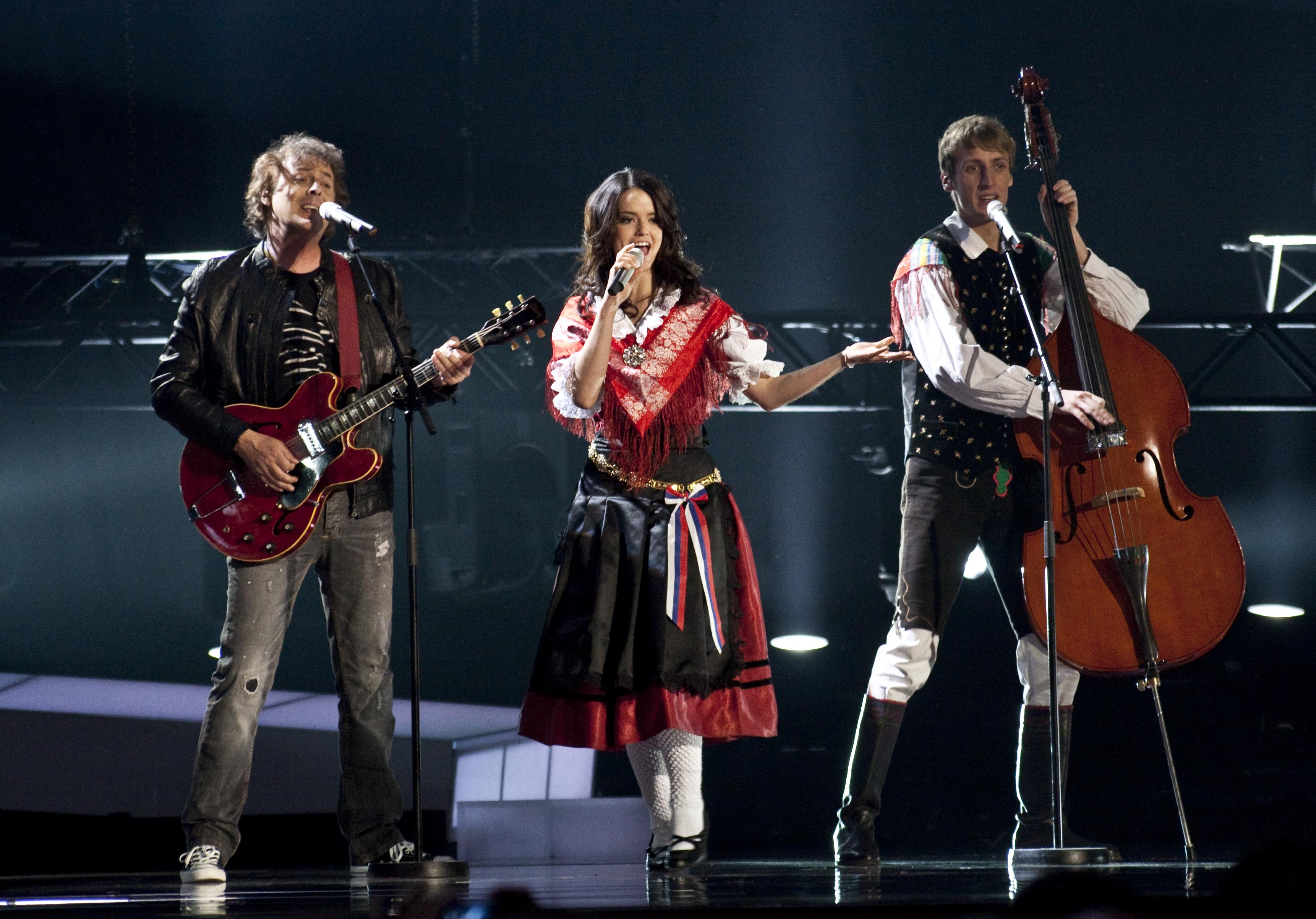
Barbara Ogrinc, chanteuse d'Ansambel Roka Žlindre, au Concours Eurovision de la chanson 2010.